# Plagiodera ornorei
Plagiodera ornorei là một loài bọ cánh cứng trong họ Chrysomelidae. Loài này được Daccordi miêu tả khoa học năm 1986.